# Étienne de La Boétie
Étienne de La Boétie etjɛn də la bɔeˈsiⓘ (Sarlat, 1 de noviembre de 1530 - Germignan, comuna de Le Taillan-Médoc cerca de Burdeos, 18 de agosto de 1563) fue un filósofo y trabajó como Magistrado en Burdeos, Francia. Se interesó desde muy joven en los autores clásicos griegos y latinos. A los 18 años escribió Discurso sobre la servidumbre voluntaria, en 1548, no siendo publicado hasta 1572 por su mejor amigo Michel de Montaigne. No obstante, durante esos veinticinco años, el texto pasó de mano en mano por ciertos sectores ligados a la política, por filósofos y escritores de renombre.
Después de cursar estudios de Derecho en la Université d'Orléans, se convierte en 1553 en consejero del Parlamento de Burdeos. A partir de 1560 participa junto a Michel de l'Hospital en diversas negociaciones para lograr la paz civil —predicando la tolerancia— en las guerras de religión que oponían a católicos y protestantes.
El Discurso sobre la servidumbre voluntaria es una corta requisitoria de 18 páginas contra el absolutismo. Al leer esta obra, Michel de Montaigne quiere conocer al autor y de este encuentro nace una amistad que solo acaba con la muerte de La Boétie.
El texto de La Boétie plantea la cuestión de la legitimidad de cualquier autoridad sobre un pueblo y analiza las razones de la sumisión (relación dominación/ servidumbre). De esta manera, el Discurso prefigura la teoría del contrato social e invita al lector a una minuciosa vigilancia siempre con la libertad como punto de mira. Los numerosos ejemplos sacados de la Antigüedad clásica que —como era costumbre en la época— aparecen en el texto, le permiten criticar, bajo una apariencia de erudición, la situación política de su tiempo. Si bien La Boétie fue un servidor del orden público, es considerado por algunos como un precursor intelectual de la desobediencia civil y del anarquismo.
Murió por la peste en Germignan el 18 de agosto de 1563 a los 32 años.